# 圣地亚哥露德圣母圣殿

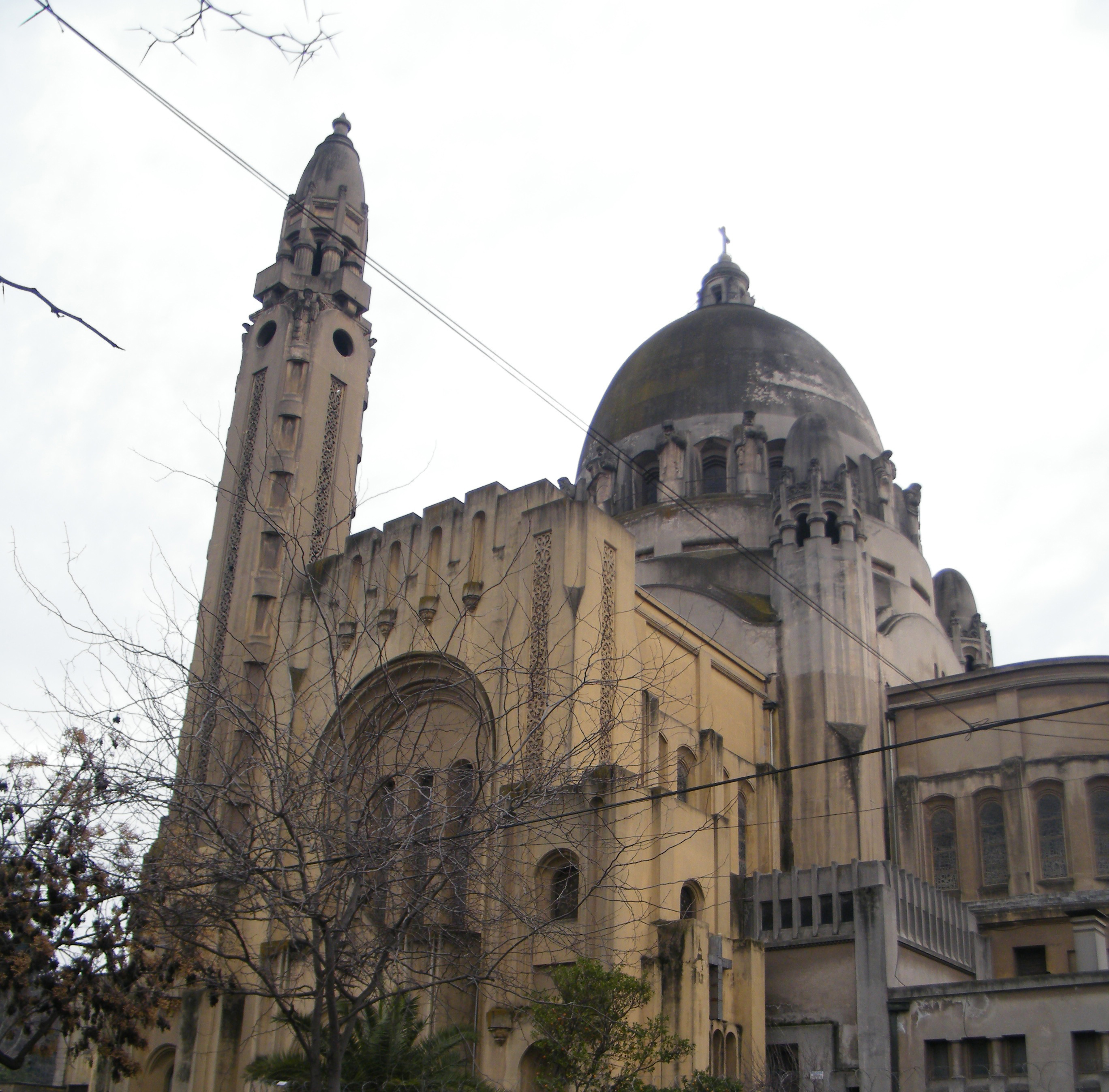
露德圣母圣殿

露德圣母圣殿（Basílica de Nuestra Señora de Lourdes）是一座教堂，位于智利圣地亚哥，与金塔诺马尔公园相对。
该堂设计于1930年代， 由建筑师爱德华多·科斯塔巴尔（Eduardo Costabal）和安德烈斯·加拉弗利奇（Andrés Garafulic）设计，采用拜占庭复兴式建筑风格。 花窗玻璃由 Gabriel Loire工作室设计，面积650 m2（7,000 sq ft）. 主穹顶的底部环绕着16尊先知雕像，是雕刻家Lily Garafulic的作品。
该堂正立面对面有一个露德山洞，附近的Gruta de Lourdes地铁站因此得名。